# Friend of Dorothy
“Friend of Dorothy” oder “a friend of Dorothy’s” (FOD; „ein Freund von Dorothy“) ist im Englischen, insbesondere in den Vereinigten Staaten, ein aus dem LGBT-Slang stammender Tarnbegriff für einen schwulen Mann. Sich so zu bezeichnen, oder jemanden zu fragen, ob er ein „Freund von Dorothy“ sei, ist ein heimlicher Weg, Auskunft über die sexuelle Orientierung zu geben bzw. zu erfragen, ohne homophobe Gewalt oder Verfolgung zu riskieren. Der Begriff stammt wahrscheinlich von der Figur Dorothy Gale aus der Zauberer-von-Oz-Reihe, in welche viel queerer Subtext hineininterpretiert wurde. Schauspielerin Judy Garland, welche Dorothy in dem Film Der Zauberer von Oz (1939) darstellte, wird oft als Ikone der Schwulenszene gesehen.